# Фила (дочь Антипатра)
Фи́ла (др.-греч. Φίλα; родилась до 350 года до н. э. — покончила жизнь самоубийством в Кассандрии в 288 году до н. э.) — знатная македонянка, дочь знаменитого военачальника и реального правителя Македонии Антипатра.
В юном возрасте была выдана замуж за телохранителя македонского царя Балакра, ставшего впоследствии сатрапом Киликии. Через несколько лет после гибели Балакра во время военного похода Филу выдали за знаменитого военачальника Кратера, который также вскоре погиб. Третий брак Филы, также по политическим мотивам, был заключён с сыном диадоха Антигона Одноглазого Деметрием Полиоркетом. В 306 году до н. э. Деметрий объявил себя царём, после чего Фила получила титул «царицы» (др.-греч. βασίλισσα). Именно относительно Филы этот титул впервые зафиксирован в эпиграфических источниках.
В античных источниках Фила представлена достойной женщиной «исключительной прозорливости», одной из самых благородных и выдающихся представительниц своего времени. После поражения своего супруга в войне с Пирром Фила покончила жизнь самоубийством.

## Биография
Фила была первой или второй по старшинству дочерью одного из наиболее видных военачальников и приближённых царя Македонии Филиппа II Антипатра. Родилась до 350-го года до н. э. Между 339 и 336 годами до н. э. Филу выдали замуж за царского телохранителя-соматофилака Балакра. У пары родился сын, которого назвали в честь Антипатра. В 334 году до н. э. Балакр в составе войск Александра отправился в Азию, а в 333 году до н. э. стал сатрапом Киликии. Возможно, в 331/330 году до н. э. Фила переехала к супругу. Предположительно в 326—323 годах до н. э. Балакр погиб во время военного похода и Фила в первый раз овдовела. По мнению историка Э. Бэдиана, Фила не была замужем за Балакром, а первоисточником этого недостоверного утверждения были труды Антония Диогена.
В 324 году до н. э. отец Филы Антипатр, который во время походов Александра оставался наместником царя в Македонии, попал в опалу. Александр в августе 324 года до н. э. поручил одному из своих верных и давних военачальников Кратеру отвести в Македонию отряд из десяти тысяч ветеранов и сменить Антипатра. Путешествие Кратера было крайне неторопливым. К моменту смерти Александра в июне 323 года до н. э. он находился в Киликии, где также жила после гибели Балакра и Фила. Смерть Александра и последующее восстание греков против македонской гегемонии перечеркнуло все планы военачальников. Антипатр отправил к Кратеру, который на тот момент находился в Киликии, письма с просьбой о помощи. Подкрепления Кратера переломили ход военных действий. Просьба о помощи включала, по всей видимости, предложение союза, который бы закрепила свадьба Кратера с Филой. Ради женитьбы на Филе Кратер развёлся с Амастридой. Свадьба была отпразднована в 322 году до н. э., уже после победы над греками в Македонии.
На свадебное торжество прибыло множество посольств от покорённых греческих полисов. Брак с Кратером, от которого родился сын, оказался недолгим. В 321/320 году до н. э. Кратер погиб в битве у Геллеспонта против Эвмена. Впоследствии Аристон передал Филе останки второго супруга для захоронения.

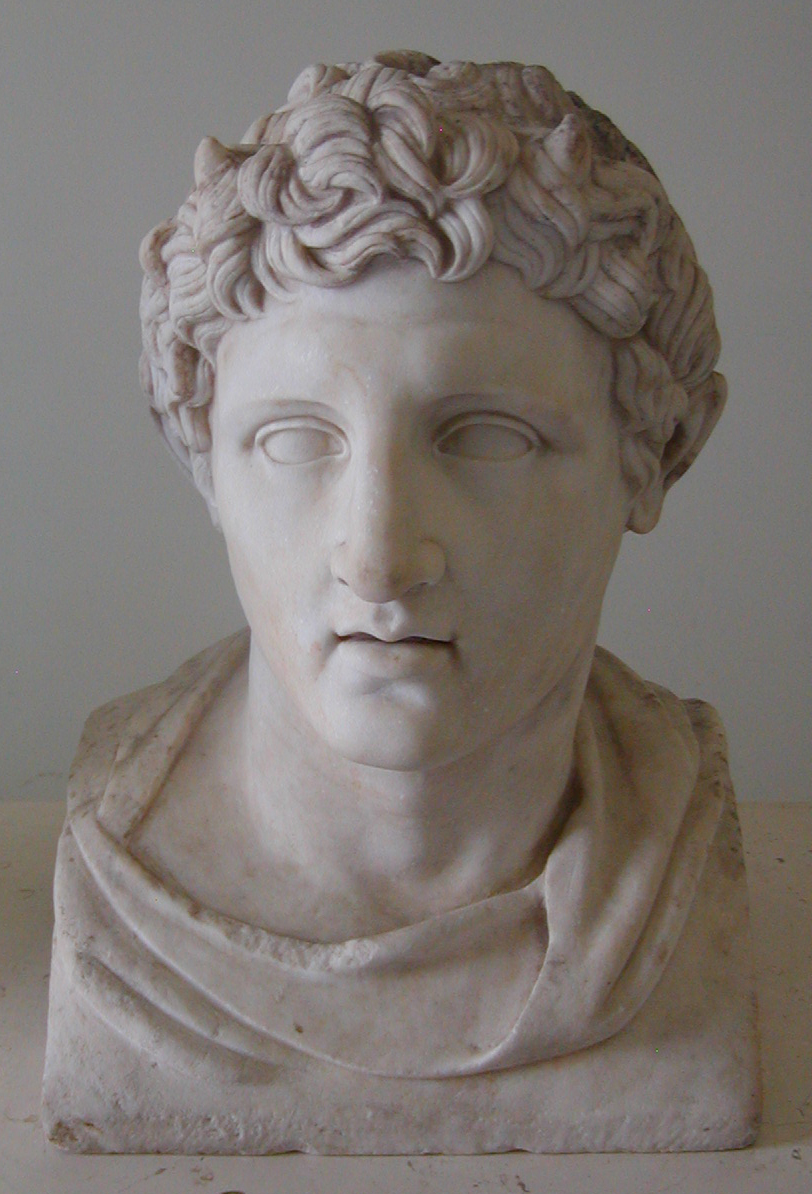
Бюст третьего супруга Филы Деметрия Полиоркета
Римская копия I века с греческого оригинала III века до н. э.. Национальный археологический музей Неаполя

Вскоре после смерти Кратера Антипатр устроил очередной династический брак своей дочери с сыном диадоха Антигона Одноглазого Деметрием. Инициатором этого союза был Антигон, который хотел заручиться поддержкой Антипатра и его сына Кассандра. Согласно Плутарху, юный 16-летний Деметрий был недоволен таким браком, однако был вынужден подчиниться. Информация о жизни Филы после свадьбы скудна. По всей видимости, она переехала к супругу в Киликию. Хоть у пары вскоре и родились сын Антигон и дочь Стратоника, Деметрий открыто, не таясь, жил со многими женщинами, а также официально при живой Филе заключил браки с Эвридикой, Деидамией и Ланассой. По одной из версий, Деметрий отправил в 299 году до н. э. Филу к царю Македонии Кассандру не столько с дипломатической функцией, связанной с военными действиями против Плистарха, как для того, чтобы она не мешала его любовным похождениям. В независимости от мотивов Деметрия миссия Филы была успешной. Несмотря на такой характер взаимоотношений с Деметрием Фила выполняла роль заботливой супруги и пользовалась уважением Деметрия. Так, к примеру, во время осады Родоса она передавала мужу одежду и покрывала.
В 306 году до н. э. Деметрий объявил себя царём, после чего Фила получила титул «царицы» (др.-греч. βασίλισσα), который был впервые зафиксирован в эпиграфических источниках в истории древней Македонии. Именование Филы «царицей» было обусловлено необходимостью для Деметрия узаконить власть, которую он узурпировал, и подчёркивало её родство с правителями Македонии. Титул «царицы» также предполагал появление религиозного культа Филы. Длительные разлуки с Деметрием свидетельствуют о том, что у Филы были собственный двор, приближённые и телохранители.
В 301 году до н. э., после поражения в битве при Ипсе, Деметрий бежал на Кипр. Источники ничего не говорят о том, где в это время находилась Фила. Она могла как оставаться в Азии, так и переехать к брату в Македонию.
В 294 году до н. э. Деметрий стал царём Македонии. Впоследствии, в 288 году до н. э. он проиграл Пирру и был вынужден бежать. Со слов Плутарха «Фила была безутешна; не в силах глядеть на своего супруга, злополучнейшего из царей, который снова сделался обыкновенным смертным и изгнанником, отрекшись от всех надежд, проклявши судьбу, в счастии столь ветреную, в бедах же столь упорную, она выпила яду и умерла». Событие произошло в Кассандрии.

## Семья
У Антипатра, кроме Филы, было 10 детей — 3 дочери и 7 сыновей. В источниках отсутствуют какие-либо сведения о жене или жёнах Антипатра. Предположительно их было несколько. Дети Антипатра, а также их супруги, были приближёнными Александра, военачальниками, основателями царских эллинистических династий. Соответственно Фила принадлежала к одной из наиболее влиятельных семей конца IV — начала III веков до н. э.
Из всех трёх браков Филы наиболее счастливым, и в то же время самым коротким, был союз с Кратером. После смерти Кратера Фила заботилась о его семье.
От первого брака с Балакром родился сын Антипатр. О его судьбе практически ничего не известно. Он лишь упомянут в посвятительной надписи в храме на Делосе. По одной из версий, сыном Филы от Балакра мог быть также Никанор, в будущем сатрап Каппадокии и Мидии, а также Фрасий. Сын от Кратера, также Кратер, служил своему отчиму Деметрию, а затем младшему брату по матери Антигону II Гонату, чьи потомки в течение столетия правили Македонией. Достаточно неординарная судьба была у дочери Филы Стратоники. Девушку выдали замуж за диадоха Селевка. Вскоре в неё влюбился сын Селевка от предыдущего брака Антиох. Селевк, видя происходящее, принял решение развестись со Стратоникой и выдать её замуж за сына. Второй брак Стратоники оказался удачным. Многие из её потомков стали царями различных эллинистических династий.

## Оценки
В античных источниках Фила представлена достойной женщиной «исключительной прозорливости». По утверждению Диодора Сицилийского, один из мудрейших военачальников и правителей своего времени Антипатр советовался с дочерью по наиболее важным вопросам ещё в то время, когда та была ребёнком, что выглядит достаточно неправдоподобным. Также Диодор писал, что «эта женщина, кажется, обладала необыкновенным благоразумием, например, она могла успокоить бунтовщиков в военном лагере, договорившись с каждым индивидуально в должной манере к его случаю, она могла организовывать свадьбы на собственные деньги для сестер и дочерей бедных людей, она могла освободить от судебного наказания ложно обвиненных людей». Её авторитет основывался не только на личных качествах. Она была дочерью родоначальника династии Антипатридов Антипатра и вдовой Кратера, чуть ли не единственного из преемников Александра, который оставил по себе добрую память.
По мнению историков И. Г. Дройзена и В. Хофмана, Фила была одной из самых благородных и выдающихся женщин своего времени. Н. Ю. Сивкина назвала Филу «яркой личностью», высокообразованной мудрой женщиной, которая привила своему сыну Антигону II Гонату благоразумие и постоянство характера. По утверждению Д. Грэйнджера, Фила получила хорошее для своего времени образование, которое включало обучение философии, музыке и математике. Также историк исключает версию о том, что Фила отстаивала интересы своего брата при дворе Деметрия. Он подчёркивал, что Фила выполняла роль верной супруги, которая, несмотря на родственные связи, отстаивала в первую очередь интересы супруга.

## Память
Согласно Афинею, «льстецы Деметрия» из партии Адиманта построили в Трии храм Афродиты Филы, после чего вся местность получила название Филеон. Впоследствии Антигон II Гонат назвал в честь своей матери город в Македонии.

### Исследования
- Дройзен И. Г. История эллинизма. — Ростов-на-Дону: Феникс, 1995. — Т. 2. — 544 с. — ISBN 5-85880-079-3.
- Киляшова К. А. Титул царицы в Древней Македонии последней трети IV — первой четверти III в. до н. э. // Манускрипт. — 2018. — Вып. 94, № 8. — С. 30—34. — ISSN 2618-9690.
- Кузьмин Ю. Н. Кратер — брат царя Антигона: биография на фоне эпохи // Античный мир и археология. — 2006. — № 12. — С. 79—94. — ISSN 0320-961X.
- Сивкина Н. Ю. Эллинизация Македонии в IV–III вв. до н. э.: к вопросу о политическом аспекте объективного процесса // Вестник Нижегородского университета им. Н. И. Лобачевского. — 2012. — № 6. — С. 157—167. — ISSN 1993-1778.
- Шофман А. С. Распад империи Александра Македонского / Печатается по постановлению редакционно-издательского совета Казанского университета. Отв. редактор В. Д. Жигунин. — Казань: Издательство Казанского университета, 1984.
- Badian E. Two Postscripts on the Marriage of Phila and Balacrus (англ.) // Zeitschrift für Papyrologie und Epigraphik[англ.]. — Dr. Rudolf Habelt GmbH, 1988. — Vol. 73. — P. 116—118. — JSTOR 20186865.
- Bosworth A. B. A New Macedonian Prince (англ.) // The Classical Quarterly, New Series. — Cambridge University Press, 1994. — Vol. 44, no. 1. — P. 57—65. — JSTOR 638873.
- Carney E. D. Women and Monarchy in Macedonia (англ.). — Norman: University of Oklahoma Press, 2000. — ISBN 0-8061-3212-4.
- Grainger J. D. Antipater’s Dynasty (англ.). — Yorkshire; Philadelphia: Pen & Sword Military, 2019. — 271 p. — ISBN 978-1-52673-088-6.
- Hammond N. G. L., Griffith G. T., Walbank F. W. A History of Macedonia (англ.). — Oxford: Clarendon Press, 1988. — Vol. III: 336-167 B.C.. — ISBN 0-l9-814814-1.
- Heckel W. A Grandson of Antipatros at Delos (англ.) // Zeitschrift für Papyrologie und Epigraphik[англ.]. — 1987. — Vol. 70. — P. 161—162. — JSTOR 20186710.
- Heckel W. Who's Who in the Age of Alexander the Great: Prosopography of Alexander's Empire (англ.). — Malden; Oxford; Carlton: Blackwell Publishing, 2006. — ISBN 1-4051-1210-7.
- Heckel W. Alexander’s Marshals. A study of the Makedonian aristocracy and the politics of military leadership (англ.). — 2nd. — London; New York: Routledge, 2016. — ISBN 978-1-138-93469-6.
- Hoffmann W. Phila 3 // Paulys Realencyclopädie der classischen Altertumswissenschaft :  [нем.] / Georg Wissowa. — Stuttgart : J. B. Metzler’sche Verlagsbuchhandlung, 1938. — Bd. XIX, Zweite Hälfte (XIX, 2). — Kol. 2087—2088.
- Pitt E. M., Richardson W. P. Hostile Inaction? Antipater, Craterus and the Macedonian Regency (англ.) // The Classical Quarterly. — Cambridge: Cambridge University Press, 2017. — Vol. 67, iss. 1. — P. 1—11. — ISSN 0009-8388. — doi:10.1017/S0009838817000301.
- Roisman Joseph, Worthington Ian. A Companion to Ancient Macedonia (англ.). — Maiden and Oxford: Wiley-Blackwell, 2010. — P. 145—165. — ISBN 9781444351637. — doi:10.1002/9781444327519.ch8.
- Schmidt. J. Phila 1 // Paulys Realencyclopädie der classischen Altertumswissenschaft :  [нем.] / Georg Wissowa. — Stuttgart : J. B. Metzler’sche Verlagsbuchhandlung, 1938. — Bd. XIX, Zweite Hälfte (XIX, 2). — Kol. 2086.
- Phila // Dictionary of Greek and Roman geography (англ.) / edited by Smith William. — London: Walton and Maberly, 1857. — Vol. II. Iabadius — Zymethus. — P. 597.